# Archichlora nigricosta
Archichlora nigricosta är en fjärilsart som beskrevs av Claude Herbulot 1960. Archichlora nigricosta ingår i släktet Archichlora och familjen mätare. Inga underarter finns listade i Catalogue of Life.